# Daniel Gooch
Daniel Gooch (24 de agosto de 1816 - 15 de octubre de 1889) fue un ingeniero mecánico británico. Diseñador de numerosas locomotoras de vapor de gran éxito, se convirtió en el primer Superintendente de Locomotoras del Great Western Railway desde 1837 hasta 1864, y en su presidente desde 1865 hasta su muerte en 1889. Además, intervino en el tendido de cables de comunicaciones transatlánticos.
Entre 1865 y 1885 representó en el Parlamento del Reino Unido a la circunscripción de Cricklade, siendo reconocido con el nombramiento de "Sir" y recibiendo el título nobiliario de baronet.

## Primeros años
Gooch nació en Bedlington, Northumberland. Era hijo de John Gooch, capataz en una fundición de hierro, y de su esposa, Anna Longridge. En 1831, su familia se mudó a las forjas de Tredegar en Monmouthshire, en el Sur de Gales, donde su padre había aceptado un puesto en la gerencia, donde Daniel comenzó a colaborar con Thomas Ellis padre, quien junto con el maestro del hierro Samuel Homfray y con Richard Trevithick fue uno de los pioneros en la locomoción ferroviaria a vapor. Gooch escribió en sus diarios: "Los grandes talleres de este tipo son, con mucho, la mejor escuela para que un joven ingeniero obtenga un conocimiento general de lo que necesitará para su carrera posterior" y "... recuerdo el tiempo que pasé en Tredegar como, con mucho, los años más importantes de mi vida...".
Su formación como ingeniero tuvo como escenario diversas empresas, incluido un período en Robert Stephenson and Company, en Newcastle upon Tyne, como delineante proyectista. A la edad de 20 años fue reclutado por Isambard Kingdom Brunel para el Great Western Railway, que le asignó el puesto de "Superintendente de Locomotoras", asumiendo el cargo el 18 de agosto de 1837.
Mientras trabajaba en Newcastle, conoció a su futura esposa, Margaret Tanner, hija de Henry Tanner, un armador de Sunderland. Se mantuvo en contacto con Margaret cuando se mudó al sur con el fin de trabajar para Brunel.

## Ingeniero ferroviario
En los primeros días de Gooch con el Great Western Railway, se esforzó por mantener en funcionamiento el heterogéneo parque de locomotoras de vapor de gran ancho (de 7 pies 1/4 plg (2140 mm)) que Brunel había encargado previamente. Cuando trabajaba en Robert Stephenson and Company, había participado en el diseño de dos locomotoras de 5 pies 6 plg (1676 mm) de ancho para el Ferrocarril de Nueva Orleans, que nunca se habían entregado. Gooch persuadió a Brunel para que comprara las dos locomotoras, la North Star y la Morning Star, e hizo que Stephenson las convirtiera al ancho de vía de 7 pies 1/4 plg (2140 mm) antes de su entrega.
Como las únicas locomotoras fiables que tenía la empresa en ese momento, fueron la base de la Clase Star. Gooch y Brunel perfeccionaron la disposición del tiro del escape de vapor de la North Star para mejorar su eficiencia de combustible. A continuación, una vez concluida la puesta en servicio de doce máquinas de la Clase Star, acometió el diseño de las nuevas locomotoras con configuración 2-2-2 para trenes expresos de pasajeros de la Clase Firefly, presentadas en 1840.
En pruebas comparativas realizadas por los Comisionados para el Estudio del Ancho de Vía, la locomotora Ixion de esta clase demostró ser capaz de alcanzar velocidades más altas que su rival de vía estándar (4 pies 8,5 plg (1435 mm)). En 1843, Gooch introdujo una nueva forma de distribución de válvulas en sus locomotoras.
En 1840, un informe redactado por Gooch influyó decisivamente en la seleccionón del emplazamiento de los Talleres de Swindon, y en 1846 fue el responsable de diseñar la primera locomotora completa que se construyó allí, la "Great Western", prototipo de las locomotoras de la Clase Iron Duke del tipo 4-2-2, capaces de alcanzar una velocidad de 70 millas por hora (112,7 km/h). Constantemente renovadas, estas máquinas permanecieron en servicio hasta el final de la época de las vías de gran ancho del Great Western Railway, en 1882.
Aunque las locomotoras de Gooch eran principalmente de vía ancha, entre 1854 y 1864 también tuvo que diseñar una serie de máquinas de ancho estándar para la nueva División Norte del GWR. En 1864, renunció a su cargo de Superintendente de Locomotoras, aunque continuó como miembro de la Junta del GWR.

## Ingeniero de cables submarinos y otras ocupaciones
Desde 1859, Gooch vivió en Clewer Park, en Windsor, ejerciendo de teniente de alcalde para Berkshire.
La Compañía del Great Western Railway, envuelta en graves problemas financieros, lo nombró presidente en 1865, cuando era ingeniero jefe de la Compañía de Construcción y Mantenimiento de Telégrafos.
En este cargo, jugó un papel decisivo en la colocación del primer cable telegráfico transatlántico exitoso, utilizando el buque SS Great Eastern (1865/66). Al finalizar el cable, el 27 de julio de 1866, Gooch, que estaba en el "Great Eastern", envió un mensaje por cable al Secretario de Estado para Relaciones Exteriores y de la Mancomunidad, Lord Stanley, con el mensaje siguiente: "Perfecta comunicación establecida entre Inglaterra y Estados Unidos; Dios quiera que sea una fuente duradera de beneficio para nuestro país".

## Carrera política
En 1865, mientras estaba fuera del país tendiendo el cable, Gooch fue elegido miembro del parlamento por el Partido Conservador en representación de Cricklade. Ocupó el escaño hasta 1885. Durante su tiempo como diputado, nunca se dirigió al Parlamento; lo anotó en su diario cuando el Parlamento se disolvió el 18 de noviembre de 1885 con el comentario Sería una gran ventaja para los asuntos del parlamento si hubiera un mayor número de personas que siguieran mi ejemplo.

## Actividades comerciales posteriores
En 1868, se convirtió en presidente de la Compañía de Construcción y Mantenimiento de Telégrafos, después de que John Pender, su primer presidente, renunciara. Lideró el Great Western Railway cuando estaba al borde de la bancarrota, y se interesó particularmente en la construcción del túnel del Severn. El abandono definitivo de la vía ancha no se produjo hasta después de su muerte, a la edad de 73 años.

## Familia
Gooch se casó con Margaret Tanner en 1838; tuvieron seis hijos. Tras la muerte de Margaret en 1868, se casó con Emily Burder en 1870, que fallecería en 1901. Sus hermanos, John, Thomas y William, también fueron ingenieros ferroviarios.

## Reconocimientos
- En 1866, Gooch recibió el título de baronet en reconocimiento a su trabajo en el cable transatlántico.[14]

## Legado
- La locomotora de vapor GWR Clase Castle núm. 5070 y la locomotora diésel Clase 47 núm. D1663 (más tarde 47078, luego 47628) recibieron el nombre de Sir Daniel Gooch. Continuando con esta tradición, la actual empresa Great Western Railway ha bautizado la locomotora BR Clase 800 no. 800004 con el nombre de Gooch. Esta máquina circula en la línea que el ingeniero contribuyó a crear.

- Un pub en Bayswater, Londres, llevaba el nombre de Daniel Gooch, aunque cerró en 2016.[15] The Sir Daniel Arms, un pub de Swindon, también lleva el nombre de Gooch, al igual que Gooch Street en la misma ciudad, una de las calles donde se construyeron las casas destinadas a albergar a los trabajadores ferroviarios del Great Western.